# 卡拉奇協議
卡拉奇協議是一個停火協議簽署，在1949年7月27日由巴基斯坦和印度兩國簽訂。根據該協議，印巴兩國設立了一條可讓聯合國觀察員監測的停火線。1972年，两国签署《西姆拉协定》取代了此协议，并将停火线改为控制线。